# Helperknapp
Helperknapp (in lussemburghese: Helperknapp; in tedesco: Helperknapp) è un comune del Lussemburgo occidentale. Fa parte del cantone di Mersch, nel distretto di Lussemburgo. 
Il comune è nato nel 2018 dalla fusione dei comuni di Boevange-sur-Attert e Tuntange. Le altre località che fanno capo al comune sono Ansembourg, Bour, Brouch, Buschdorf, Grevenknapp, Hollenfels e Marienthal.